# Nils Karlström
Nils Gustaf Fredrik Karlström, född den 11 oktober 1902 i Karlstad, död den 19 december 1976 i Uppsala, var en svensk präst.
Efter studier i Karlstad blev Karlström 1921 student vid Uppsala universitet, där han avlade filosofie kandidatexamen 1924 och teologie kandidatexamen och praktiskt teologiskt prov 1930. Han prästvigdes sistnämnda år i Uppsala domkyrka för Karlstads stift. Karlström var sekreterare hos ärkebiskop Nathan Söderblom 1925–1931 och hos dennes efterträdare Erling Eidem 1933–1934. Han avlade teologie licentiatexamen 1937 och promoverades 1947 till teologie doktor vid Uppsala universitet, där han samma år blev docent i kyrkohistoria. Karlström var sekreterare i Svenska ekumeniska nämnden 1933–1938 och 1948–1951 samt redaktör för Kristen gemenskap 1928–1971. Han var tillförordnad kyrkoherde i Hjälstaholms pastorat 1950–1951 och domprost i Skara 1952–1970 samt kontraktsprost i Domprosteriet i Skara stift 1956–1970. Karlström var orator vid prästmötet i Karlstad 1953 och preses vid det i Skara 1960. Han var ledamot av kyrkomötena 1957, 1958, 1963 och 1968. Karlström blev ledamot av Nordstjärneorden 1955 och kommendör av samma orden 1962.